# AKIP1
AKIP1‏ (A-kinase interacting protein 1) هوَ بروتين يُشَفر بواسطة جين AKIP1 في الإنسان.